# Lake Ridden
Lake Ridden (с англ. — «Озеро Ридден») — инди-игра, приключенческая головоломка, разработанная и выпущенная независимой студией Midnight Hub 10 мая 2018 года для персональных компьютеров. Игрок берёт на себя управление девочкой по имени Софи, которая в поисках своей сестры отправляется в заброшенное поместье, попутно решая головоломки.
Lake Ridden создавалась изначально, как игра ужасов, совмещённая с жанром головоломки. Однако разработчики обнаружили, что тест-игроки теряли интерес к игре, узнавая о наличии элементов стресса и угрозы жизни, в итоге команда переделала игру в приключенческую головоломку, однако сохранив атмосферу потусторонности. Также изначальным местом действия выступала Скандинавия, однако команда решила сделать местом действия США, заметив, что для игроков это более знакомые образы..
Оценки Illusion: A Tale of the Mind можно охарактеризовать в целом, как сдержанные. Средняя оценка по версии агрегатора Metacritic составляет 68 и 69 баллов из 100 возможных. Критики оставляли разные оценки всем разным аспектам игры, кто-то хвалил игру за её атмосферу и головоломки, кто-то же считал их посредственными.

## Игровой процесс
Действие игры происходит в 1988-м году, в небольшом городке, во время последних дней летних каникул, где группа друзей проводит свое свободное время. Среди них также главная героиня — 13-ти летняя девочка Мари и её сестра — Софи. Внезапная ссора между девушками заканчивается побегом Софи, которая исчезает из поля зрения старшей сестры. Мари отправляется на её поиски и, бродя по лесу, достигая таинственного заброшенного поместья. Оно когда то принадлежало учёному, который создавал головоломки для нищих детей. По пути встречая множество подсказок, заметок или дневников, решая множество сложных головоломок, девочка все ближе и ближе узнает правду об исчезновении своей сестры.
С точки зрения игрового процесса, Lake Ridden — это приключенческая головоломка, требующая от игрока сфокусироваться на задачах, включая логические головоломки. Помимо любования окружающем видом, от игрока требуется решать задачи и искать подсказки для их решения. Помимо управления передвижениями персонажа, она может поднимать предметы, зажигать свечи, подниматься по лестнице или перемещать тяжёлые ящики. Иногда на экране появляется значок ноги или руки, который позволяет взять предмет. Взятая вещь — показана в форме рисунка, например если требуется открыть дверь, то игрок должен использовать нарисованный от руки ключ. Также героиня может получать нужные заметки в блокнот.

## Разработка
Разработкой игры занималась независимая шведская студия разработчиков видео-игр The Midnight Hub, расположенная в Мальме. Ведущий разработчик Йохан Бернхардссон известен тем, что раннее руководил Minecraft: Pocket Edition — адаптацией Minecraft на мобильные устройства. Бернхардссон основал The Midnight Hub в 2015 году вместе с двумя другими опытными разработчиками: продюсером Сарой Казен и художником Эриком Нильссоном. Данное решение Бернхардссон объяснил желанием работать над собственными проектами. При этом разработчик хотел сформировать полноценную команду, а затем уже работать над проектом. Данный факт можно противопоставить тому, как большинство инди-команд формируются вокруг уже готовой идеи игры или идей одного разработчика. Бернхардссон заметил, в что в данном случае слишком высок риск оказаться в «ловушке амбициозного проекта». Однако стратегия, выбранная Бернхардссоном также была связана с риском, в частности необходимости выбрать подходящую и интересную тему игры, а также понять, что из себя должен представлять игровой процесс. Тем не менее с самого начала команда хотела исключить жанр, ориентированный на стрельбу, как например в Destiny 2 и изучить другие аспекты игрового дизайна, а также сделать героем сильного женского персонажа.
По первоначальной задумке Lake Ridden должна была быть игрой ужасов, но постепенно эволюционировала в более приключенческую игру со сверхъестественными элементами. Бернхардссон заметил, что команда с самого начал хотела добавить множество головоломок в игру, однако обнаружила, что многие любители данного жанра не любят игры ужасов и сразу же теряли интерес к игре, даже не пытаясь опробовать её. Сами головоломки также настраивают атмосферу определённого места. Создатели хотели передать чувство места и истории в каждой отдельной локации, в том числе и за счёт саундтрека и подсказкам. «То, как мы настроили игровой процесс, больше соответствует детективной истории... Игрок может выбрать, сколько информации ему требуется, чтобы ориентироваться в мире и искать. Но информацию, которую они нашли, потенциально может сама начать делать ход, чтобы помочь игроку понять, что происходит. Так, это немного отличается от повествования в большинстве загадочных историей, игра сама пытается помочь игроку выяснить, что произойдёт дальше». Помимо прочего, второе важное изменение в игре было связано с местом действия: в начале сюжет игры разворачивался в скандинавии, однако затем место действия было перенесено в соединённые штаты. Разработчики заметили, что хотели создать место, «отрезанное от времени», а так как большинство потенциальных игроков — из США, команде пришлось постоянно прерывать ход истории, чтобы объяснить культурно-специфические детали, в то время, как большинство людей уже знают с историю и географию США благодаря знакомству со множеством фильмов, сериалов и книг по данной теме.

## Анонс и выход
Анонс игры состоялся в сентябре 2017 года вместе с показанным трейлером. Её демоверсия была продемонстрирована не мероприятии EGX Rezzed в апреле 2018 года. Во время показа демоверсии, Lake Ridden привлекла массовое внимание, в том числе и у людей, не связанных с игровой индустрией благодаря тому, что король Швеции Карл XVI Густав посетил команду, дав ей «королевское одобрение» наряду с несколькими другими инди-разработчиками. Выход игры состоялся 10 мая 2018 года для персональных компьютеров Windows и Mac в магазине Steam. 11 мая 2018 года в цифровом виде вышел музыкальный альбом, где собраны музыкальные композиции к игре, созданные Патриком Ярлестамом.
В целом после выпуска, доля положительных отзывов об игре в Steam составляла 96%, тем не менее продажи от игры оказались недостаточными, чтобы покрыть расходы студии на разработку. В итоге, в августе 2018 года команда объявила о своём роспуске: «сложно продавать игры в Steam, где по состоянию на 2018 год каждую неделю выходит по 200 новых игр, в то время, как пользователь в среднем покупает по 8 игр в год... Мы закрываем наш офис на этой неделе». Тем не менее несколько разработчиков обещали какое то время поддерживать игру техническими обновлениями. Несмотря на вышеописанные новости, 3 января 2020 года была выпущена версия игры для игровой приставки Xbox One.

## Критика
| Сводный рейтинг    | Сводный рейтинг               |
| Агрегатор          | Оценка                        |
| ------------------ | ----------------------------- |
| Metacritic         | 68/100 (ПК) 69/100 (Xbox One) |
| Иноязычные издания |                               |
| Издание            | Оценка                        |
| TheXboxHub         | [ 5 ]                         |
| COGconnected       | 74 %                          |
| Adventure Gamers   | [ 12 ]                        |
| Xbox Tavern        | 6,8/10                        |
| XBLA Fans          | 60 %                          |
| New Game Network   | 54 %                          |

Оценки Illusion: A Tale of the Mind можно охарактеризовать в целом, как сдержанные. Средняя оценка по версии агрегатора Metacritic составляет 68 и 69 баллов из 100 возможных.
Положительный обзор оставил критик сайта The Xbox Hub, заметив, что Lake Ridden — это таинственная, чарующая и соблазнительная игра, в которая заставит игрока чесать свою голову. Критик по достоинству оценил представленные головоломки, а повествовательная линия и скрываемые с ней тайны — также очень впечатляют, предлагая хорошею детективную историю, побуждая искать улики и решать загадки довольно интересным и сложным способом. Любители головоломок наверняка откроют для себя массу удовольствия на протяжении всей игры. Однако критик указал и на ряд проблем, в частности, что в игровой локации легко заблудится, а также если игрок прервёт игровой сеанс, то забудет, что должен делать дальше. Сама игра, особенно её визуальный стиль напоминают критику игру What Remains of Edith Finch. Критик сайта Codconnected заметил, что Lake Ridden вышла во время так называемого ренессанса повествовательных игр, которые доказали, что повествование может играть самую важную роль в игре, а не выступать вторичным элементом к игровому процессу, как это сделали например игры Gone Home или Firewatch. Несмотря на несколько неприятных головоломок и некоторые технические проблемы, Lake Ridden успешно рассказывает жуткую историю благодаря дразнящей загадке в её основе. Сам критик увидел в Lake Ridden явное влияние игры Amnesia в вопросе игрового процесса, так и жуткой сверхъестественной атмосферы. Критик также оценил уровень сложности головоломок, хотя и указал на их схожесть в некоторых ситуациях. Хотя окружающее пространство впечатляет, особенно благодаря великолепному использованию освещения и звукового дизайна, заставляющего чувствовать Lake Ridden, как единое целое, тем не менее это стоит того, что игра иногда страдает от случайных провалов в частоте кадров и проблемой с производительностью. Также критик указал на необходимость наличия карты, так как он не раз заблуждался в локации.
Сдержанный отзыв оставил критик сайта News Games Network, заметив, что если в прошлом игра What Remains of Edith Finch предлагала историю семьи с безупречной визуализацией и сильной эмоциональной отдачей, а игра  Amnesia: The Dark Descent провела игроков по деспотичным локациям с головоломками, наполненный атмосферой ужаса, то Lake Ridden выглядит, как смесь этих двух игр, но без ужаса, хорошей истории и сильного исполнения. Лучшие моменты в игре — это случайные и остроумные головоломки, но этого не достаточно, чтобы поддерживать интерес к приключению. Сама сюжетная линия представляет собой хаотичный беспорядок. «Повествование включает много персонажей и охватывает несколько временных отрезков. Не всегда очевидно, кто написал заметки. И если вы знаете, кто это сделал, неясно, кем они были в общей схеме».

## Внешние ссылки
midnighthub.com — официальный сайт Lake Ridden